# Castello di Tintagel
Il castello di Tintagel (in inglese: Tintagel Castle, pron. /tiŋ'tæʤl kæsl/; in lingua cornica: Kastell Dintagell, che significa "forte della costrizione") è un castello medievale della cittadina inglese di Tintagel, nel nord della Cornovaglia (Inghilterra sud-occidentale), di cui oggi rimangono soltanto delle rovine.
Il sito era forse già occupato in epoca romano-britannica, come dimostrano ritrovamenti di questo periodo. Fu poi abitato in età alto medievale, quando, probabilmente, fu una delle residenze del sovrano della Dumnonia. Dopo che la Cornovaglia era stata assorbita dal regno d'Inghilterra, tra il 1227 e il 1240 un castello sarebbe stato costruito per volere dell'earl Riccardo, che poi cadde in rovina, mentre secondo un'altra teoria era forse stato iniziato già nel 1131 da Reginaldo di Cornovaglia.
Indagini archeologiche iniziate nel sito nel XIX secolo lo trasformarono in una vera e propria attrazione turistica. Negli anni Trenta del XX secolo gli scavi hanno portato alla luce tracce significative di un importante insediamento del tardo periodo romano.
Il castello è stato per molto tempo associato con le leggende arturiane. Tale connessione iniziò con l’Historia Regum Britanniae di Goffredo di Monmouth nel XII secolo, che indicò Tintagel come luogo del concepimento di Artù. Goffredo racconta infatti la storia secondo la quale Uther Pendragon, con l'aiuto di Merlino, assunse le sembianze del duca di Cornovaglia, Gorlois, giacendo così con sua moglie Igraine e concependo Artù. La leggenda non trova però riscontro, dato che è appurato che l'edificio dove sarebbe nato o vissuto Re Artù è sorto evidentemente vari secoli dopo. Sul luogo pare sorgesse invece in origine un monastero del VI-IX secolo, oppure un'altra fortezza oppure ancora un insediamento commerciale del VI secolo
Le rovine del castello, meta turistica sin dalla metà del XIX secolo, sono oggi gestite dall’English Heritage.

## Storia

### Periodo romano-britannico
Nel I secolo la Britannia meridionale fu invasa e occupata dai Romani. Il territorio del Galles fu assegnato amministrativamente alla civitas Dumnoniorum. A quel tempo questa zona sud-occidentale della Britannia era "remota e sottopopolata e quindi poco importante per le Autorità Romane e ciò fino a che nel III secolo la locale industria dello stagno ne attirò l'attenzione". Gli archeologi sono a conoscenza di cinque pietre miliari in Cornovaglia erette nel periodo romano-britannico. Due di queste si trovano in prossimità di Tintagel e ciò dimostra che in questa località passava una strada. Sebbene a oggi sull'isola di Tintagel non sia stata trovata nessuna struttura che possa essere fatta risalire al periodo romano", tuttavia sono state dissotterrate ceramiche in apparenza di epoca romano-britannica, così come una borsa in pelle con coulisse in stile romano, contenente dieci monete databili tra i regni di Tetrico (270-272 d.C.) e Costanzo II (337-361 d.C.).

### La costruzione
Tra il 1227-1240ca. Riccardo, duca di Cornovaglia, scelse di costruire il castello in un promontorio sull'Oceano Atlantico proprio in virtù della già citata leggenda secondo cui quello sarebbe stato il luogo natale di Re Artù, a dispetto del fatto che l'area non fosse logisticamente e strategicamente idonea alla realizzazione di un edificio del genere.

### XIV-XV secolo
Nel corso dei secoli, molte parti dell'edificio caddero in mare e già intorno al XIV secolo la Great Hall era priva del tetto.
Nel 1483 del castello rimanevano per lo più delle rovine, eccezion fatta per la cappella, all'epoca ancora in uso.

### Gli scavi del 1998
Nel giugno del 1998, nell'area intorno al castello, furono effettuati, sotto la direzione di Chris Morris dell'Università di Glasgow, degli scavi che portarono alla luce varie suppellettili risalenti ad un'epoca che va dal V secolo al VII secolo.
Durante questi scavi fu anche rinvenuta una lastra, la cosiddetta Pietra di Artognou, risalente al VI secolo, che reca la scritta in lingua latina «Pater coli avi fecit Artognov», traducibile come «Costruito da Artognou, padre di un discendente di Coll»: il nome "Artognou" ha fatto pensare ad Artù e lo stesso Coll, secondo la leggenda tramandata da Goffredo di Monmouth, sarebbe stato un parente di Re Artù.

## Il castello nella cultura di massa
- Al castello di Tintagel è stato dedicato un poema in musica, composto nel 1917 da Sir Arnold Bax (1883-1953)[9]
- Il castello di Tintagel è una delle ambientazioni del romanzo Le nebbie di Avalon, di Marion Zimmer Bradley

## Galleria d'immagini

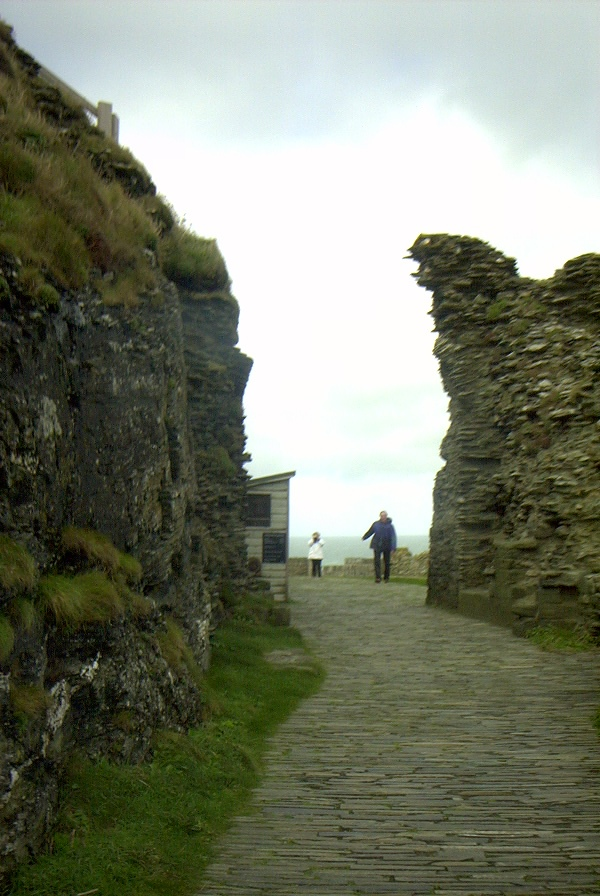
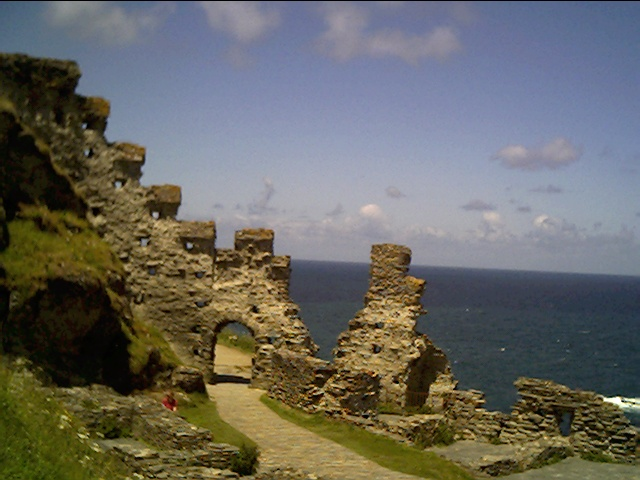
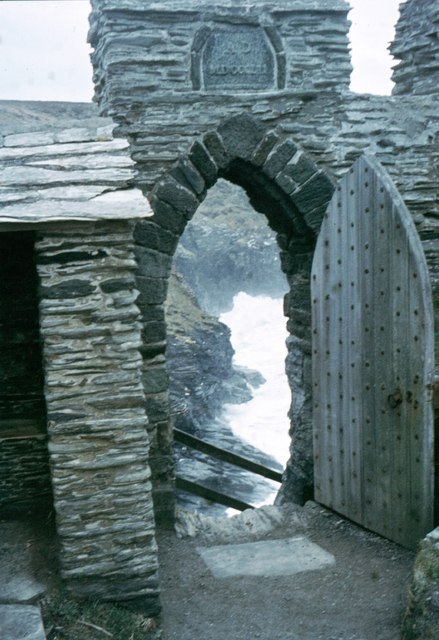
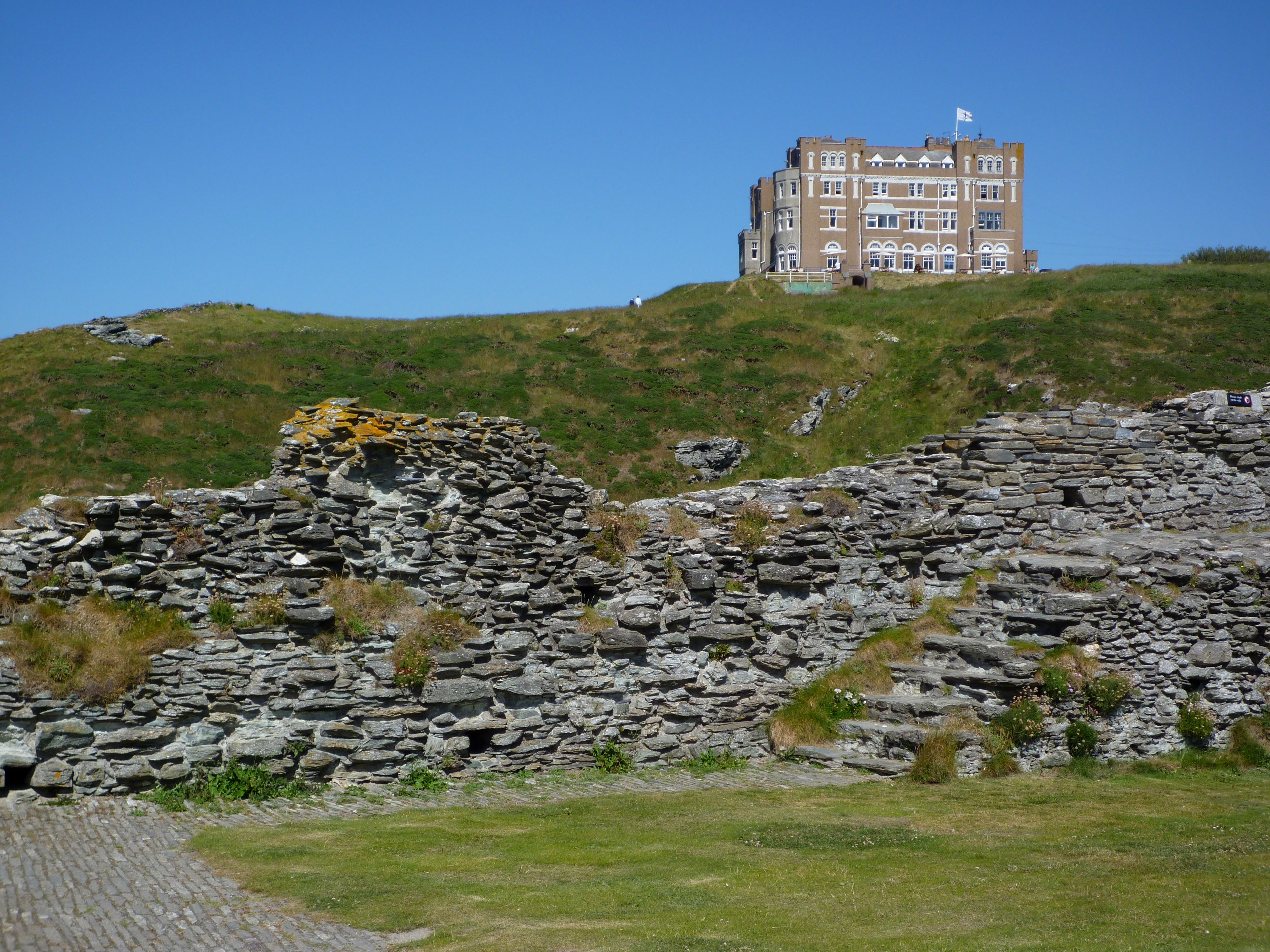